# Ascari (Familienname)
Ascari ist ein italienischer Familienname, der besonders häufig in Emilia-Romagna und der Lombardei vorkommt. Darüber hinaus gibt es ein hohes Vorkommen des Namens in Brasilien.

## Ursprung und Bedeutung
Der Name Ascari ist eine Ableitung der italienischen Form des germanischen Vornamen Ansgar - Anscario
Der Name Ansgar setzt sich aus den beiden althochdeutschen Wörtern ans (Ase, Gott, Gottheit) und gair (Speer, Spieß) bzw. gēr (Speer, Wurfspeer, Dreizack) zusammen. Die Bedeutung des Namens lautet demnach „Asen-Speer“ bzw. „Speer der Asen“, oder „Götterspeer“ bzw. „Speer der Götter“.

## Namensträger
- Alberto Ascari (1918–1955), italienischer Automobilrennfahrer
- Antonio Ascari (1888–1925), italienischer Automobilrennfahrer
- Tonino Ascari (1942–2008), italienischer Automobilrennfahrer